# Как-Ухоль-Кинич I
Как-Ухоль-Кинич I (K'AHK' -(u)- JOL K'INICH досл. «Огнеголовый бог солнца») — правитель майяского царства Канту со столицей в Караколе. Назван в честь божества Кинич Ахау.

## Биография
Как-Ухоль-Кинич I является преемником Те-Каб-Чака, воцарился в 470 году.
Настоящее положение Как-Ухоль-Кинича I в хронологии правителей неизвестно. Он имеет статус почитаемого предка, так как его имя появляется на более позднем памятнике в виде украшения на поясе. На стеле 6 из Караколя Кнот-Ахав, потомок Как-Ухоль-Кинича I, изображён с его головой.
Женой Как-Ухоль-Кинича I была принцесса из Шультуна. От неё у него родился сын Яхав-Те-Кинич I.
Преемником Как-Ухоль-Кинича стал его сын Яхав-Те-Кинич I.